# Pesme dečaka lutalice (Gustav Maler)
PESME DEČAKA LUTALICE, kantata za mecosopran i orkestar.

## Opšti pogled
Ovo je u pravom smislu te reči prvo Malerovo stvaralačko remek - delo. Nastalo je 1883, a sledeće 1884. godine i premijerno izvedeno u Kaselu, gde je Maler tada radio kao dirigent. Svojim je muzičkim rešenjima poslužilo i kao polazna osnova za rad i realizaciju njegove Prve Simfonije. Čine ga četiri pesme na stihove samog Malera, spevane u duhu zbirke pesama DEČAKOV ČAROBNI ROG, kojom se Maler tokom celog svog stvaralačkog veka inspirativno napajao. Ukupno ova kantata traje 18 minuta. U ovoj kantati Maler još u stilu Franca Šuberta peva o nedaćama života i ljubavi. Štaviše, uočava se i jedan tipični češki muzikant, naivno dramatičan i sentimentalan.

## Analiza dela
Prva pesma je Kad se moja draga udaje,tužan (mi) je dan. Ono mi je kod reči (m)einem, sam Maler dodao, pa se tekstu tako proizvoljno menja značenje i umanjuje draž neodređenosti. U prvoj pesmi ciklusa se peva o voljenoj dragoj, koja se udaje za drugog, a ranjena duša umetnika nalazi utehu u prirodi. Druga pesma je Kad sam jutros išao preko polja, još je rosa blistala na travi. Svojom mističnom, ali dražesnom muzikom, ona je nadahnula lagani prvi stav Prve Malerove Simfonije. Ima u ovoj pesmi i imitativnioh elementata, kao što je opis cvrkuta zebe. Treća pesma je Imam bolan nož u mojim grudima. To je dramatičan, patezičan izliv tuge napuštenog ljubavnika. Četvrta, poslednja pesma ciklusa je Dva plava oka moga blaga, u kojoj napušteni ljubavnik samo u snu i smrti može zaboraviti oči i kosu svoje drage. Kakarkterističan je finalni marš koji nestaje u daljini. On služi i kao osnova za središnji marš u trećem stavu Prve Simfonije. On se nadovezuje na reči Kraj puta stoji jedna lipa i pod njom sam zaspao.

## Zaključak
I tako kroz četiri pesme, mecosopran (ili bariton), na naizmenično pastoralne i patetične zvuke orkestra, raspreda priču o mladalačkim jadima života.

## Izvođači
Dženet Bejker-mecosopran i Hale Orkestar iz Londona, dirigent: Džon Barbiroli
Tamara Marković-mecosopran i Beogradska Filharmonija, dirigent: Jovan Šajnović.